# Крылов, Евгений Тимофеевич
Евгений Тимофеевич Крылов (1824—1894) — генерал от кавалерии, участник русско-турецкой войны 1877—1878 годов.

## Биография
Родился 5 апреля 1824 года, происходил из дворян Санкт-Петербургской губернии.
Образование получил в Школе гвардейских подпрапорщиков и кавалерийских юнкеров, выпущен 8 августа 1842 года в лейб-гвардии Конно-гренадерский полк. 26 марта 1844 года произведён в поручики и 12 апреля 1848 года — в капитаны.
В 1849 году, по случаю Венгерской войны, Крылов находился в походе к западным границам Российской империи, однако в военных действиях участия не принимал.
11 декабря 1849 года переведён в лейб-гвардии конно-пионерный дивизион, где с 17 декабря 1851 года командовал эскадроном. 6 декабря 1853 года произведён в полковники. В 1854—1855 году состоял в отрядах, назначенных для прикрытия побережья Балтийского моря от возможной высадки англо-французского десанта.
С 16 декабря 1855 года командовал 1-м конно-пионерным дивизионом, а с 12 февраля 1861 года — Бугским уланским полком.
26 сентября 1862 года Крылов был назначен командующим лейб-гвардии Уланским полком (в должность вступил 8 декабря). 17 апреля 1863 года произведён в генерал-майоры с утверждением в должности командира полка. Во время Польского мятежа 1863—1864 года находился в Виленском военном округе.
13 сентября 1868 года Крылов был назначен командующим 2-й бригадой 2-й гвардейской кавалерийской дивизии и с 22 ноября того же года состоял при 2-й гвардейской кавалерийской дивизии и был командующим гвардейской кавалерийской бригадой в Варшаве.
Произведённый 28 марта 1871 года в генерал-лейтенанты, Крылов был назначен помощником начальника 2-й гвардейской кавалерийской дивизии, а 17 марта 1872 года получил в командование 7-ю кавалерийскую дивизию. 27 июля 1875 года стал начальником 4-й кавалерийской дивизии.
В 1877 году Крылов находился в Болгарии и сражался с турками. С 25 июля по 6 сентября временно командовал 4-м армейским корпусом. 14 сентября ему была пожалована крайне редкая награда — орден Белого Орла с мечами
За мужество и храбрость в деле против турок 19-го августа 1877 г. у Згалицы и Пелишата.
При осаде Плевны Крылов командовал сводным русско-румынским кавалерийским корпусом и всей кавалерией Западного отряда. Его неудачные действия значительно повлияли на поражение русских войск при первом штурме этого города. Приказом Главнокомандующего русской армией на Балканах великого князя Николая Николаевича Старшего от 22 сентября Крылов был отстранён от должности начальника 4-й кавалерийской дивизии и кавалерии Западного отряда и назначен состоять в распоряжении генерал-инспектора всей кавалерии. Его войска были переданы под начальство генерал-адъютанта Гурко.
Более Крылов никаких самостоятельных должностей не занимал, 10 июля 1883 года был зачислен в запас гвардейской кавалерии, а 3 августа 1886 года с производством в генералы от кавалерии был уволен в отставку с мундиром и пенсией.
Скончался в Санкт-Петербурге 26 февраля 1894 года, похоронен на Никольском кладбище Александро-Невской лавры.
Был женат на Марии Романовне Соколовской; сын — Михаил Евгеньевич Крылов (3.08.1877, Вильно — 1917, Петроград), ротмистр, и. о. пристава 1-го участка Александро-Невской части петроградской столичной полиции, убит 25 февраля во время Февральской революции 1917 г.

## Награды
Среди прочих наград Крылов имел ордена:
- Орден Святой Анны 3-й степени (6 декабря 1852 года)
- Орден Святого Станислава 2-й степени (14 мая 1858 года)
- Орден Святой Анны 2-й степени (9 апреля 1860 года, императорская корона к этому ордену пожалована 12 января 1862 года)
- Орден Святого Владимира 3-й степени (30 августа 1865 года)
- Орден Святого Станислава 1-й степени (30 августа 1867 года)[2]
- Орден Святой Анны 1-й степени (30 августа 1869 года, императорская корона к этому ордену пожалована 30 августа 1873 года)
- Орден Святого Владимира 2-й степени (30 августа 1876 года)
- Орден Белого орла с мечами (14 сентября 1877 года)